# Nakhonsimon
Nakhonsimon is een geslacht van kreeftachtigen uit de klasse van de Malacostraca (hogere kreeftachtigen).

## Soort
- Nakhonsimon ramromensis Promdam, Nabhitabhata & Ng, 2014